# Ferdinand von Hebra
Ferdinand Ritter von Hebra fue un médico y dermatólogo austríaco nacido el 7 de septiembre de 1816, en Brno, Moravia y fallecido el 5 de agosto de 1880 en Viena, Austria. Fue el fundador de la Nueva Escuela de Viena de Dermatología (Neue Wiener Schule), un importante grupo de médicos que sentaron las bases de la moderna dermatología. 
Ferdinand von Hebra se licenció en medicina en 1841 en la Universidad de Viena. Allí conoció y se vio muy influido por dos de sus profesores: Carl von Rokitansky, uno de los fundadores de la moderna anatomía patológica, y Joseph Skoda, dermatólogo clínico de gran influencia en la escuela vienesa.

## Vida
Ferdinand Schwarzmann von Hebra era hijo de un oficial militar. Sus primeros estudios los realizó en Graz, ingresó a la Universidad de Viena y se graduó en Medicina en 1841. Fue influenciado por Carl Freiher von Rokitansky, uno de los fundadores de la Anatomía Patológica moderna.
Durante su juventud, Hebra es el autor de uno de los atlas de dermatología más influyentes de todos los tiempos: el Atlas der Hautkrankeiten, con notables ilustraciones realizadas por dos de los principales ilustradores médicos austríacos de la época: Anton Elfinger (1821-1864) y Carl Heitzmann (1836-1896).
Pense que no era original su descubrimiento, Von Hebra en 1844 indicó el tratamiento para la escabiasis disipó cualquier duda restante de que el ácaro de la picazón es la causa de la sarna. Su publicación fue el punto de inflexión para el término de escabiasis téermino en transición para referirse a una colección no especificada de las dolencias por los ácaros, en particular a procesos patológicos específicamente causados por el ácaro del picor (aunque con muchas manifestaciones).
En la segunda mitad del siglo XIX, Hebra introdujo el rejuvenicimiento y desgarro de la piel  con peen químico. Utilizó agentes exfoliativos como el fenol, aceite de crotón, ácido nítrico en varias combinaciones para el tratamiento de las pecas y las irregularidades de la piel. Tenía mucha influencia de Carl Mayrhofer quien continuó la investigación de Semmelwis sobre la fiebre puerperal.

## Semmelweis y Hebra
Un partidario temprano de Ignaz Semmelweis y el editor líder del Journal Médico Austríaco, Hebra anunció el descubrimiento de Semmelweis consistente en el lavado de manos con cloruro de lima reduciendo la incidencia de la fiebre puerperal en diciembre de 1847 y en abril de 1848 que aparecieron en los Journal Médicos de Viena. Hebra alabó que Semmelweis había llevado su trabajo a la práctica médica y lo comparó con Edward Jenner cuando introdujo las inoculaciones de vacuna para la prevención de la viruela.
Hebra fue el único amigo quién estuvo en contacto con Semmelweis después de su partida de Viena.
Debido a que Semmelweis sufrió de una severa depresión y otros problemas mentales, János Balassa firmó el documento que lo comprometío a una institución mental. El 30 de julio de 1865 Hebra fue uno de los que organizó el falso viaje de Semmelweis para "el nuevo hospital de cura de agua", y tomando al amigo de largo tiempo lo llevó a un asilo de Viena para enfermos mentales ubicado en Lazarettgasse. A su ingreso, Semmelweis ahí vio que no tenía felicidad y trato de dejarlo, pero fue sometido a la fuerza por los guardias del asilo y murió dos semanas después de una herida gangrenada que pudo haber sido originada por la paliza recibida.
Realizó aportaciones importantes en el estudio de la escabiosis (sarna), del liquen escrofuloso, del liquen plano, del impétigo herpetiforme, del prúrigo, o del eritema polimorfo.
Sus trabajos serían continuados por su hijo y, especialmente, por su yerno Moritz Kaposi, quien daría nombre al sarcoma de Kaposi, tumor asociado con la infección por HIV (Síndrome de inmunodeficiencia adquirida).